# 松本紘斉
松本紘斉（まつもと こうさい）
1. 初代（1884年 - 1971年4月）　梅の健康への効用を研究するため、大正初期大阪市に「大自然食薬療法研究所」を設立。その後、法人化され「日本漢方薬品工業」（現・梅丹本舗）の前身を作る。
2. 2代目（1937年2月4日[1] - 2015年8月13日[2] 岡山県出身）。本名:松本衛（まもる）。初代・紘斉の遺志を引き継いで1965年に梅丹本舗社長に就任。先代以上に医学的・学術的観点から梅の効用、とくに梅肉エキスについて研究・普及活動に尽力。「一般財団法人・梅研究会」理事長。月刊誌「梅家族」発行人。
また自らがパーソナリティーを勤め、梅についての様々な知識を解説した梅博士 松本紘斉のヘルシーモーニング（NRN企画ネット番組）は30年以上に渡って生放送され、親しまれた。また松本の伝記「梅の鬼 松本紘斉物語」が文化放送・ラジオ大阪で放送され、CD化された。

## 著書
（いずれも2代目）
- 『碱』来的健康 神奇的青梅精 2010 中国科学技術出版社
- 梅の科学最新版 梅肉エキス驚異の16大効用 中国 2005 天津科学技术出版社
- 梅の科学最新版 梅肉エキス驚異の16大効用 台湾版 2003 青春出版社
- 梅の科学最新版 梅肉エキス驚異の16大効用 2003 論創社
- 驚異の梅肉エキス13大効用 2000 ごま書房
- 松本紘斉のよく効く梅百科 1998 家の光協会
- やっぱり梅は効く 1998 主婦の友社
- 驚異の梅パワー 1997 主婦の友社
- 免疫力を高める食習慣 1997 文理書院
- 梅の神秘 1993 文理書院
- 松本紘斉の梅で健康365 1991 主婦の友社
- 梅でつくる健康おつまみ 1989 主婦の友社
- 梅でつくる健康おやつ 1989 主婦の友社
- 松本紘斉の梅クッキング 1988 主婦の友社
- 健康10倍！ 紘斉式 梅料理・梅仕事 1987 主婦の友社
- 梅子 解开“神秘力量”之謎 1986年（財）梅研究会
- 梅ぼしの効果 シミ・ソバカスが消える 1985 北隆館
- 健康を食べよう 梅の本 1985 文化出版局
- 梅ぼし健康法（文庫）1985 潮出版社
- 梅でぐんぐん体がよくなる 1984 リヨン社
- 驚異的 梅の効用 1983 文理書院
- 梅 1982 主婦の友社
- 健康食入門 1981 保育社
- 日本人の梅と健康 1980 望月政治事務所
- 梅百科 1980 保育社
- 健康でさわやか梅百話 1980 潮出版社
- 梅の鬼 1980 サンケイ出版
- 梅料理 1979 梅研究会
- 梅 1979 カイガイ出版
- どんな病気も食べながら治せる 1979 徳間書店
- ガンと古梅霊芝 1979 文理書院
- The Mysterious Reishi Mushroom 1979 Woodbridge Press Publishing Company
- 梅は効く 1978 主婦の友社
- The Mysterious Japanese Plum 1978 Woodbridge Press Publishing Company
- シュンを食べる健康法 1976 潮出版社
- ガンとさるのこしかけ 1976 潮出版社
- 一日一粒 梅ぼし健康法 1975 潮出版社
- 梅の健康法 1975 文理書院